# Bobrowo (Kaliningrad, Krasnosnamensk)
Bobrowo (russisch Боброво, deutsch Groß Rudminnen, 1938 bis 1945 Wietzheim mit Ellernthal, sowie: Königshuld II, litauisch Didieji Rūdminiai) ist ein Ort in der russischen Oblast Kaliningrad. Er gehört zur kommunalen Selbstverwaltungseinheit Munizipalkreis Krasnosnamensk im Rajon Krasnosnamensk.

## Geographische Lage
Bobrowo liegt an der Regionalstraße 27A-025 (ex R508) neun Kilometer westlich der Rajonstadt Krasnosnamensk (Lasdehnen/Haselberg). Ein Bahnanschluss besteht nicht.
Die Siedlung dehnt sich in Nord-Süd-Richtung aus mit dem Überbleibseln des ehemaligen Groß Rudminnen/Wietzheim im Norden, dann Neubauten an der Ende der 1930er Jahre angelegten Stichstraße, und weiteren wenigen Gebäuden im ehemaligen Ellernthal in der Mitte und in Königshuld II im Süden.

## Geschichte

### Groß Rudminnen (Wietzheim)
54° 58′ 29″ N, 22° 19′ 48″ O

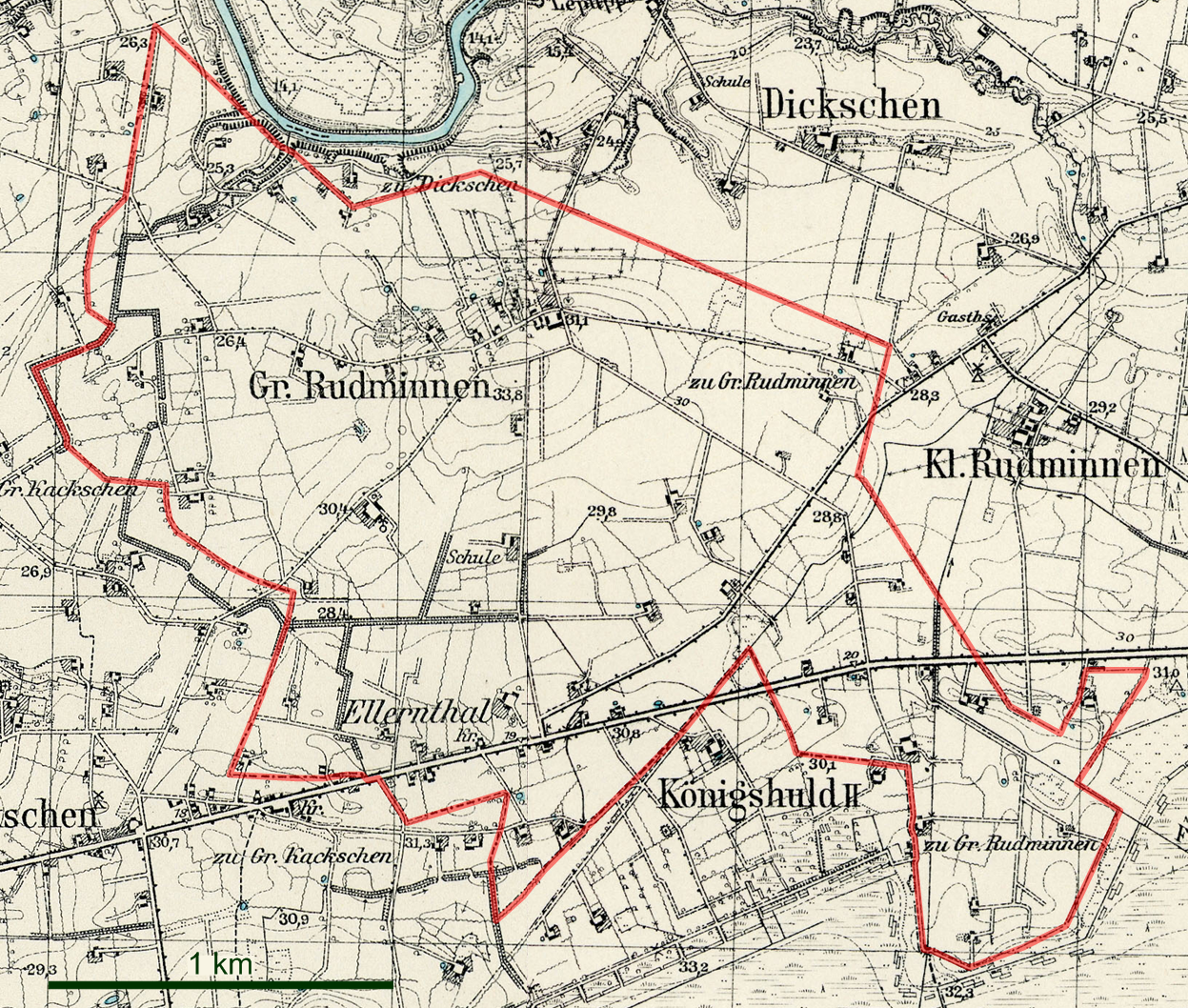
Die Landgemeinde Groß Rudminnen auf einem Messtischblatt von 1927

Groß Rudminnen war im 18. Jahrhundert ein königliches Bauerndorf. Im Jahr 1850 wurde das Etablissement Ellernthal (s. u.) eingemeindet. Seit 1874 gehörte die Landgemeinde Groß Rudminnen zum neu gebildeten Amtsbezirk Tuppen im Kreis Pillkallen. 1938 wurde Groß Rudminnen in Wietzheim umbenannt.
Im Jahr 1945 kam der Ort in Folge des Zweiten Weltkrieges mit dem nördlichen Ostpreußen zur Sowjetunion.

#### Ellernthal
54° 57′ 52″ N, 22° 19′ 52″ O
Ellernthal, zunächst Ellernbruch genannt, war im 18. Jahrhundert ein Erbfreidorf. Im Jahr 1850 wurde der Ort in die Landgemeinde Groß Rudminnen eingemeindet.

#### Einwohnerentwicklung
| Jahr | Einwohner | Bemerkungen             |
| ---- | --------- | ----------------------- |
| 1867 | 285       |                         |
| 1871 | 316       | Davon in Ellernthal 21  |
| 1885 | 419       | Davon in Ellernthal 116 |
| 1905 | 394       | Davon in Ellernthal 126 |
| 1910 | 382       |                         |
| 1933 | 322       |                         |
| 1939 | 294       |                         |

### Königshuld II
54° 57′ 42″ N, 22° 20′ 9″ O
Im Jahr 1768 wurde dem Generalmajor David Fritz von Lossow von Friedrich dem Großen durch Erbverschreibung das Torfmoor Kackscher Ball, auch Kacksche Balis genannt, verliehen. Die ringsherum dem Moor (offiziell nun Torfmoor Königshuld genannt, heute russisch: Boloto Welikoje) abgerungenen Ländereien erhielten den Namen Königshuld(t). Der westliche Bereich des Moores gehörte seit 1818 zum Kreis Ragnit und der dortige Anteil von Königshuld wurde in zwei Kolonien aufgeteilt, die von Eigenkätnern bewirtschaftet wurden. Das am nordwestlichen Rand des Moores gelegene Königshuld II erhielt 1874 den Status einer Landgemeinde und wurde im selben Jahr dem neugebildeten Amtsbezirk Kackschen im Kreis Ragnit zugeordnet. Seit 1909 gehörte Königshuld II zum neuen Amtsbezirk Wedereitischken. Mit einer Einwohnerzahl von 27 sowie 50 Hektar Gemeindefläche war Königshuld II 1939 die kleinste Gemeinde des Landkreises Tilsit-Ragnit.
Im Jahre 1945 wurde auch Königshuld II an die Sowjetunion angeschlossen.

#### Einwohnerentwicklung
| Jahr | Einwohner |
| ---- | --------- |
| 1867 | 41        |
| 1871 | 44        |
| 1885 | 34        |
| 1905 | 41        |
| 1910 | 49        |
| 1933 | 34        |
| 1939 | 27        |

### Bobrowo
Im Jahr 1947 bekam der Ortsteil Ellernthal den russischen Namen Bobrowo und wurde gleichzeitig dem Dorfsowjet Podgorodnenski selski Sowet im Rajon Krasnosnamensk zugeordnet. In der Folge wurden auch der gesamte Ort Groß Rudminnen/Wietzheim und der Ort Königshuld II, die bis 1945 zu verschiedenen Landkreisen gehört hatten, zu Bobrowo gezählt. Später gelangte Bobrowo in den Dorfsowjet Timofejewski selski Sowet. Von 2008 bis 2015 gehörte der Ort zur Landgemeinde Alexejewskoje selskoje posselenije, von 2016 bis 2021 zum Stadtkreis Krasnosnamensk und seither zum Munizipalkreis Krasnosnamensk.

#### Einwohnerentwicklung
| Jahr | Einwohner |
| ---- | --------- |
| 1984 | ~ 70      |
| 2002 | 94        |
| 2010 | 81        |
| 2021 | 61        |

## Kirche
Vor 1945 war die Bevölkerung von Groß Rudminnen resp. Wietzheim, Ellernthal und Königshuld II fast ausnahmslos evangelischer Konfession. Alle drei Dörfer gehörten zum Kirchspiel der Kirche Wedereitischken (der Ort hieß zwischen 1938 und 1946: Sandkirchen, heute russisch: Timofejewo) und zur Diözese Ragnit im Kirchenkreis Tilsit-Ragnit innerhalb der Kirchenprovinz Ostpreußen der Kirche der Altpreußischen Union.
Heute befindet sich die nächstgelegene evangelisch-lutherische Gemeinde in Sabrodino (Lesgewangminnen, 1938 bis 1946 Lesgewangen) innerhalb der Propstei Kaliningrad (Königsberg) der Evangelisch-lutherischen Kirche Europäisches Russland.